# Arxiu Estatal de Cinema de la RDA
L'Arxiu Estatal de Cinema de la RDA (Staatliches Filmarchiv der DDR en alemany) fou un arxiu cinematogràfic de la República Democràtica Alemanya (RDA) dedicat a recollir i catalogar pel·lícules i materials fílmics tant de l'Alemanya antebèl·lica com de la RDA.

## Història
El 1945, acabada la Segona Guerra Mundial, els poders aliats prengueren control de parts dels continguts de l'Arxiu de Cinema del Reich (Reichfilmsarchiv), amb la part confiscada pels britànics éssent traslladada al Museu Imperial de la Guerra de Londres i la part americana a la Biblioteca del Congrés dels Estats Units. Els soviètics traslladaren molta de la seva part, juntament amb altres pel·lícules confiscades a la zona ocupada soviètica, al Gosfilmofond a Rússia, però part romangué a Alemanya. El 1954 el Consell de Ministres de l'URSS ordenà que tot el material requisat que encara estigués en teritori alemany fos retornat a la RDA. El 14 d'octubre de 1955, el Consell de Ministres de la RDA aprovà crear l'Arxiu Estatal de Cinema de la RDA per tal d'allotjar aquelles pel·lícules. Ubicat en l'organigrama estatal sota l'Administració Central de Cinema del Ministeri de Cultura, l'Arxiu Estatal de Cinema tenia per objectiu recopilar i preservar tota la producció fílmica alemanya, així com part de l'estrangera.
Al llarg de la seva existència l'arxiu tingué quatre directors: Rudolf Bernstein (1955-1958), Gerhard Karsch (1958), Herbert Volkmann (1958-1969) i Wolfgang Klaue (1969-1990).
Inicialment la tasca de l'arxiu fou merament adquirir i emmagatzemar pel·lícules, majoritàriament en búnquers. El 1957 entrà a formar part de la Federació Internacional d'Arxius Fílmics. Entre 1959 i 1969 l'arxiu amplia les seves operacions habilitant instal·lacions especialitzades per la restauració de material fílmic, ampliant la seva col·lecció per incloure material imprés relacionat amb el cinema i obrint un cinema per exhibir el material. Un cop el complex arxívistic de Berlín-Wilhelmshagen fou inaugurat el 1967, la productora estatal DEFA fou obligada a entregar una còpia de les seves produccions i material associat a l'Arxiu. Del 1970 en endavant, l'Arxiu també col·leccionà material fímic creat per televisió. A partir del 27 d'abril de 1979, totes les productores estatals així com totes les pel·lícules estrangeres distribuïdes a la RDA havien de tenir una còpia a l'Arxiu.
Donada la dissolució de la RDA, el 3 d'octubre de 1990 l'Arxiu Estatal de Cinema de la RDA fou fusionat amb l'arxiu cinematògrafic dels Arxius Federals d'Alemanya.

## Col·lecció
En el moment de la seva dissol·lució el 1990, l'Arxiu Estatal de Cinema de la RDA comptava amb prop de 15.000 llargmetratges i 60.000 altres pel·lícules. La seva col·lecció incloïa el material requisat dels arxius nazis pels soviètics al final de la Segona Guerra Mundial, el cinema produït a la RDA i una selecció de pel·lícules internacionals. També comptava amb al voltant de 340.000 fotografies, 17.000 cartells publicitaris, milers de programes de mà i una col·lecció de material tècnic que llogava al Museu Cinematògrafic de Potsdam.